# 北京市外文书店

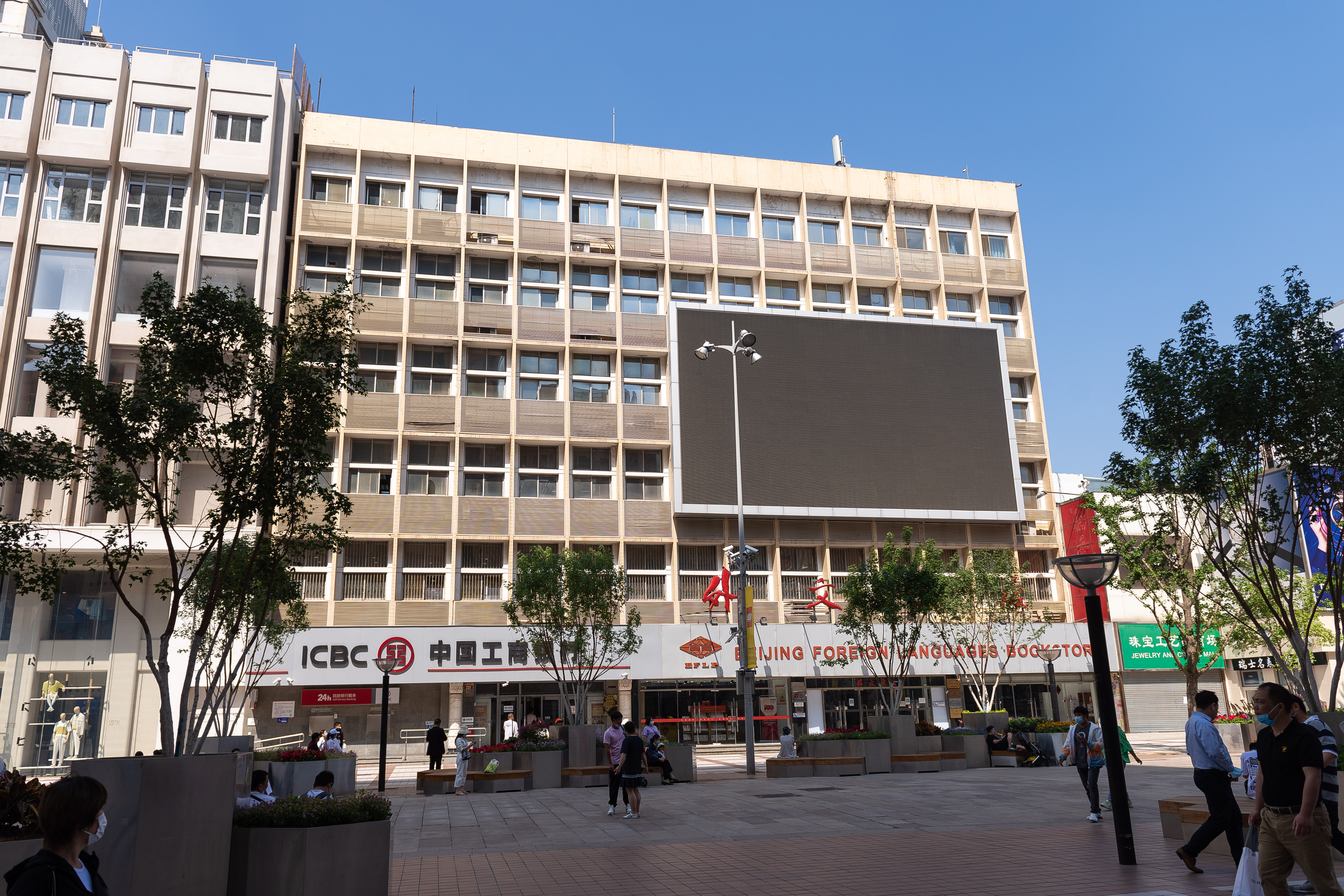
北京市外文书店

北京市外文书店位于中国北京市东城区王府井大街235号，是专营外文图书的大型书店，也是北京市最大的外文书店。

## 简介
北京市外文书店成立于1958年，原来是直属北京市新闻出版局专门经营外文书刊的大型国有企业。1994年，北京市外文书店进行改制，由全民所有制转为股份制，名为“北京市外文书店股份有限公司”。后来，又更名为“北京新华外文书店股份有限责任公司”。	北京市外文书店成为该公司最大的股东。
该书店是北京市最大的外文书店，地上共三层。一层出售文化图书、学习用书、工具书等。二层出售音像制品、VCD、电脑软件、电子词典等等。三层主要出售进口原版书。

## 停业装修
北京市外文书店于2023年12月7日起进行停业装修。项目整体计划于2025年上半年完成主体结构施工，2025年底前完成项目建设。